# Star Wars: The Force Unleashed
Star Wars: The Force Unleashed, és un videojoc de la nova generació de Star Wars i que és part medul·lar del projecte multimèdia Star Wars: The Force Unleashed. Com el nom indica està centrat en l'ús de La Força i amb l'ús de les noves tecnologies que introdueix prometen que l'experiència serà com mai abans. La història, creada sota la direcció de George Lucas, prometia descobrir moltes novetats sobre l'Univers de Star Wars que tenen lloc en la poc explorada època entre les pel·lícules Star Wars episodi III: La venjança dels Sith i Star Wars: Episode IV - A New Hope. Ací els jugadors caracteritzaran a un dolent, el Deixeble Secret de Darth Vader, que haurà de fer front als enemics usant els poders de la força i afrontar decisions que podrien canviar el curs de la seua destinació. L'aprenent ha sigut enviat per Vader, a viatjar per tota la galàxia i destruir a la resta dels Jedi que van sobreviure a l'Ordre 66. Va ser publicat a nivell mundial i en diverses plataformes a partir del 16 de setembre de 2008.
El joc usa "Digital Molecular Matter" desenvolupat per Pixelux Entertainment per a objectes dinàmicament destructibles, el sistema "euphoria" desenvolupat per NaturalMotion ltd que dirigirà el comportament i intel·ligència artificial i Havok per a la rigidesa del cos. Gràcies al "Digital Molecular Matter" de Pixelux podem veure perfectament el llampec de la Força o la telequinesi del protagonista del joc.

## Argument
- En el primer nivell jugaràs com Darth Vader i viatjaràs a Kashyyyk i trobaràs a un jove anomenat Galen Marek, que es convertirà en el seu aprenent secret.
- Jugaràs com el aprenent secret de Darth Vader, enviat per tota la galàxia per a ajudar-li en la Gran Porga Jedi a exterminar als últims Jedi supervivents el primer serà un Jedi anomenat Rahm Kota que temps després serà el seu mestre.
- Apareixen personatges com Shaak Ti, Juno Eclipse, Maris Brood (l'aprenenta de Shaak Ti), PROXY, i L'Emperador.
- La història gira al voltant de la redempció, però molt probablement només si decideixes seguir el costat lluminós.
- En el joc transcorreran diversos anys.[1]
- Els pares de l'Aprenent Secret van viure en Kashyyyk durant la Porga Jedi; la seua mare va ser assassinada defensant als wookiees dels esclavistes trandoshans, i la seua pare va ser assassinat per Darth Vader (o Starkiller, ja que el mateix l'assassina i mor en els seus braços revelant que és el seu pare en una prova jedi).
- El Deixeble Secret lluita almenys contra tres Jedi i quatre Sith en el joc: Rahm Kota en una instal·lació per a la construcció de Caces TIE en Nar Shaddaa; Darth Desoulus i el seu aprenent Darth Phobos a Coruscant (solament en les consoles PS2, PSP i Wii), Shaak Ti i Maris Brood a Felucia, Kazdan Paratus en Raxus Prime i al final del joc contra l'emperador Palpatine i Darth Vader
- Quan vas a l'Estel De la Mort, Darth Sidious (L'Emperador) li ordena a Darth Vader que t'assassine però Darth Vader no aconsegueix fer-ho i Starkiller amb la força l'espenta i Darth Vader cau en el pis just al davant de l'Emperador, l'Emperador et diu que l'assassines, però Rahm Kota amb la força li lleva el sabre a Darth Sidious i ho intenta assassinar però falla i L'emperador li llança rajos Bail Organa li diu "Ajuda-ho" i Darth Vader (quasi mort) s'alça, el conflicte intern és açò o assassines a Darth Vader cedint al costat fosc o lluites amb l'Emperador tornant-te un Jedi tens aquests 2 finals
- El costat lluminós: Açò succeeix quan preses el consell de Bail Organa lluites amb l'Emperador salvant als Rebels i especialment al General Kota i mors salvant als teus amics. Quan açò succeeix, l'Emperador li diu a Darth Vader que bote el teu cadàver. I els Rebels van i fan una reunió en el planeta natal de Starkiller i usen el signe de la família de Starkiller com a símbol de la Rebel·lió.

## Entre bastidors

### Tecnologia del joc
The Force Unleashed usa 'Ronin', un motor de joc desenvolupat per LucasArts. Integra els motors de física Havok, euphoria i Digital Molecular Matter.

#### euphoria
L'ús de euphoria, de NaturalMotion, li donarà als personatges IA biomecànica avançada, permetent que responguen realísticament als canvis en el seu ambient.
| «                | Bé, probablement van espentar amb la Força a un stormtrooper o dos com Kyle Katarn en un joc de Jedi Knight, no? Imagineu que eixe stormtrooper poguera detenir el seu avanç a l'agarrar-se d'una barana i prendre una arma al costat d'ell per a disparar-li a Kyl tot això perquè el seu IA biomecànic simplement sabia que eixa era el millor que ell podia fer. Això és euphoria en acció. | » |
| — Haden Blackman | |   |

#### Digital Molecular Matter
DMM crea ambients veritablement interactius que es comporten com ho farien en la vida real. Els materials en els jocs normalment es trenquen en maneres predeterminades. DMM calcula el punt de fallisca en temps real. Simula el que li passa al material quan es trenca, destrueix, part en dues, doblega, estella, espenta, estreny, etc. És exclusiu de LucasArts fins a setembre del 2008.
| «                | Ara, imagineu que Kyle espenta a un altre stormtrooper cap a un edifici amb tanta força que esperes que el stormtrooper deixa una marca permanent en la paret. Això ocorre amb el DMM, i no importa quantes vegades llancen a aqueix stormtrooper cap a la paret, es veurà diferent cada vegada, i sempre semblarà autentique. De fet, si ho colpegen prou fort i l'edifici està prou danyat, tot pot col·lapsar-se sobre el stormtrooper, doncs DMM també considera la massa física d'un objecte i la manera en què els objectes estan construïts. Fins i tot amb euphoria, ningú es pot alçar d'açò! | » |
| — Haden Blackman | |   |

#### Industrial Light & Magic
ILM es va conjurar amb LucasArts per a mostrar efectes especials amb qualitat cinematogràfica en temps real per al joc.
| «              | En Star Wars: The Force Unleashed, l'equip està esforçant-se per pujar l'estàndard dels efectes amb qualitat cinematogràfica. Tant com siga possible, volem que els jugadors senten com si estigueren vivint l'aventura que es desenvolupa davant el seu control, i amb el poder de processament afegit de les plataformes de següent generació ara és possible portar efectes i il·luminació de qualitat cinematogràfica als jocs. Una dels avantatges que tenim en LucasArts és que som part de la mateixa companyia, Lucasfilm, propietària d'Industrial Light & Magic (per als quals no ho saberen). I per la primera vegada en les històries d'ambdues companyies, LucasArts i ILM van fer equip per a desenvolupar les eines que permetran que Star Wars: The Force Unleashed present efectes polits, els que només han sigut insinuats en jocs anteriors. | » |
| — Brett Rector | |   |

### Plataformes i diferències
- Les versions de PS3 i Xbox 360 són essencialment les mateixes. Ambdues empren Ronin, un nou engine dissenyat per LucasArts que incorpora mòduls de tercers per a manejar la física i la I.A. ha de notar-se que, si bé les versions de Wii i PS2 també empren engines similars al Ronin, no contenen aquests mòduls.
  - Havok, un sistema que també és usat en la famosa serie Halo; permet que el joc conega les dimensions dels objectes i com treballarien entre si.
  - euphoria, desenvolupat per Natural Motion, li dona a cada personatge un sentit realista de consciència i interès, la qual cosa significa que les reaccions no són sempre les mateixes exactament.
  - Digital Molecular Matter, o DMM%o2013desenvolupat per Pixelux. DMM permet que tots els objectes i materials del joc reacciones de manera realista, com ho farien en el món real. Per exemple, el metall es doblega i abonyega, i la fusta es trenca i estella en temps real.
- Les versions de Wii, PS2 i PSP van ser desenvolupades per la companyia australiana Krome Studios, però cada versió és lleugerament diferent. Totes tenen personatges i llocs que no apareixen en les altres consoles, com una cantina en Nar Shaddaa i les ruïnes del Temple Jedi.
- El control del Wii permet que els jugadors "branden" un sabre de llum amb el Wii Remote i usen poders de la Força en moure el Nunchuk. El joc també presenta un mode de duel de dos jugadors amb nou àrees i 27 personatges a escollir.
- El motor de física de la PS2 significa que els efectes de nina de drap, enemics volant per la pantalla i ambients destructibles poden ser més prominents en el joc.
- La versió de PSP presenta tres maneres de joc ràpid: Ordre 66, Duel de Força i Missions Històriques, però no és clar si el joc suportarà tres o quatre jugadors en mode Ad hoc, doncs diverses fonts oficials es contradiuen.
- La versió de DS va ser desenvolupada per n-space i presenta un sistema de blegue amb la pantalla tàctil i una mode de combat total de quatre jugadors.

### Final alternatiu del costat fosc
En lloc de salvar a Kota, Starkiller torna a lluitar contra Vader, destruint-ho definitivament en travessar-li amb la seua sabres làser, el seu, amb l'objectiu de remplazarle al costat de Palpatine. La seua prova final consisteix a aniquilar al derrocat Kota, però en lloc d'açò Starkiller es gira amb l'objectiu de matar a l'Emperador, que sospitava aquesta reacció i bloqueja el seu atac. Palpatine derrota fàcilment a Marek i derroca al Ombra Furtiva sobre les persones que es trobaven en l'habitació, matant a tots excepte al propi Marek. L'última escena mostra a Starkiller descansant sobre una taula d'operacions, amb un vestit mecànic, similar a l'escena de la transformació d'Anakin a La Venjança dels Sith.

### Banda sonora
La música del videojoc va ser composta per Mark Griskey, qui també va compondre la banda sonora de Star Wars: Cavallers de l'Antiga República II: Els Senyors Sith. fou gravat en Skywalker Sound el 23 de setembre i 24 de setembre i va ser llançat com àlbum promocional disponible per a escoltar ací Arxivat 2016-05-20 a Wayback Machine..
A nivell comercial, la música formarà part del disc Skywalker Sound.

### Seqüeles
La segona part comença quan Darth Vader entrena a un clon de Starkiller el qual resulta ser l'ànima de Starkiller en un nou cos.
Darth Vader li ordena matar a un robot amb la forma de Juno Eclipse (La seua anterior promesa) però al no poder Vader li diu que no li serveix així que l'escapa del planeta Kamino en el qual estava.
Des d'ací comença una història de com l'avança en les seues aventures cercant als seus antics amics.

## Versió expandida

### Star Wars: The Force Unleashed: Ultimate Sith Edition
Com es va informar en el Comic-Amb de Sant diego al juliol de 2009, LucasArts va anunciar que per a desembre de 2009, es publicarà la versió expandida de l'aquest joc, cridada Ultimate Sith Edition, disponible per a PlayStation 3, Xbox 360, PC I Mac. Aquest joc inclourà totes les missions originals mes tres missions de bonificació si el jugador va optar pel final alternatiu, les quals explicarà què seria de Starkiller si haguera sucumbit totalment al Costat Fosc. Una novetat serà les aparicions d'Obi-Wan Kenobi i Luke Skywalker, els qui lluitaran contra Starkiller.
També aquesta un nou projecte que tindrà lloc per al 2010 amb el nom Star Wars The Force Unleashed 2 publicat el 12 de desembre del 2009